# Юйшань (національний парк)
Національний парк Юйшань (кит. трад.: 玉山國家公園; піньїнь: Yù Shān  Gúojiā Gōngyuán) — один із дев'яти національних парків Тайваню, названий на честь вершини Юйшань, найвищої вершини парку. Загальна площа парку становить 103 121 га, що становить великі ділянки Центрального гірського хребта. Парк містить більше тридцяти вершин висотою понад 3000 метрів заввишки, а дві третини території в межах парку перевищують 2000 метрів. Перепад висот у парку становить 3600 метрів, а також є багато каньйонів, скель і долин.
Через віддаленість та контроль над входом національний парк Юйшань не входить до числа найбільш відвідуваних національних парків Тайваню. Незважаючи на це, у 2015 році парк привернув 1 044 994 відвідувачі.

## Геологія
Тайвань, який зобов'язаний своїм існуванням потужності тектоніки плит, залишається місцем регулярної сейсмічної активності. Зразком геологічних особливостей, таких як лінії розломів, стики та складчастість, можна побачити по всьому національному парку Юйшань:
- Great Precipice (大峭壁) — Велика Прірва (23.4683339 120.9396649) розташована за 1.2 км перед будиночком Пайюнь (排雲山莊) на стежці Юйшань. Крута скеля зі скам'янілостями древніх морських видів і кількома хвилястими відмітками на скелі все ще може нагадувати нам про його океанічне минуле.
- Осипний схил біля підніжжя Головної вершини
- Уступ розлому в Лаононг (荖濃) між Головним піком і Батонггуань (八通關)
- Скеля Фузі (父子斷崖) і скеля Гуаньшань (關山斷崖)

Південне шосе через острів і мальовниче шосе Юйшань пропонують незліченні можливості побачити особливі геологічні особливості цього району.

## Гідрологія
Юйшань є важливим вододілом головних річкових систем центрального, південного та східного Тайваню. Це джерела води річок Чжошуйси (濁水溪), Гаопінсі (高屏溪) і Сіугулуан (秀姑巒溪). Річки Ченьюлан (陳有蘭溪), Цзюнда (郡大溪), Нанцзайсіан (楠梓仙溪), Лаононг (荖濃溪) і Лекулеку (拉庫拉庫溪) — це молоді річки Юйшаню із V-подібною формою русла річок. Скелі Цзіньментонг (金門峒斷崖) — унікальна пам'ятка вздовж річки Ченьюлан (陳有蘭溪). Вони утворилися, коли річка Ченьюлан (陳有蘭溪) прорізала землю, яку перетинає лінія розлому, і є одним із найкращих зразків ерозії. Скелі Цзіньментун (金門峒斷崖), водоспад Юньлун (雲龍瀑布) і водоспад Інью (乙女瀑布; також відомий як 七絲瀑布) є популярними мальовничими місцями парку. </link>
Альпійські озера, такі як Дашуейку (大水窟), ставок Тафен (塔芬池), озеро Цзямін (嘉明湖) і Тьенчі (天池), утворюються з дощу та танення снігу в тіні навколишніх гірських вершин. Ці озера забезпечують як відвідувачів, так і тварин дорогоцінною водою з гір. Однак екосистема навколо них крихка і потребує подальшого захисту. </link>

## Флора
Національний парк Юйшань добре відомий своїми різноманітними кліматичними зонами та багатим біорізноманіттям. Рослини, які трапляються в парку, варіюються від субтропічних на його передгір'ях до альпійських на його вершинах.
Різниця у висотах над рівнем моря, стрімкі скелі та глибокі долини в національному парку Юйшань надають парку дуже нестабільні погодні умови. Температура може коливатися від теплої до холодної водночас у відносно близьких місцях. Хоча на частку парку припадає лише 3 % загальної території Тайваню, у його межах росте половина місцевих видів рослин Тайваню. Дослідження показали, що в парку є 2522 різні види рослин.
Зі збільшенням висоти в парку виділяють шість рослинних зон:
|                                | Висота                                                | характеристики |
| ------------------------------ | ----------------------------------------------------- | --- |
| Зона широколистого лісу        | Нижче 1 800 метрів (5 906 фут)                        | У широколистяних лісах переважно переважають дерева лаврових і бокових і утворюють зону змішаних лісів. Другий деревний ярус складається з представників Fagaceae, таких як Cyclobalanopsis morii, Castanopsis carlesii 小红栲та Lithocarpus amygdalifolius 杏叶柯. Рослин наземного шару також багато, включаючи папороті та папоротник.                                                              |
| Зона хамеципарису              | 1 800 метрів (5 906 фут) — 2 500 метрів (8 202 фут)   | У цій зоні росте кілька цінних чистих лісів хамеципарису. |
| Зона Tsuga chinensis           | 2 500 метрів (8 202 фут) — 3 500 метрів (11 483 фут)  | У цій зоні хвойні дерева представлені Chamaecyparis formosensis, Chamaecyparis obtusa var. formosana (台湾扁柏), тайванський cryptomerioides Hayata, Chunninghamia konishii Hayata та Pseudotsuga wilsoniana Hayata; а також листопадними деревами Acer morrisonensis Hayata та Acer serriulatum Hayata. Chamaecyparis formosensis і Chamaecypairs obtusa var. formosana зазвичай називають кипарисом. |
| Зона Abies kawakamii           | Близько 3 530 метрів (11 581 фут)                     | На західному схилі Юйшань ростуть групи Abies kawakamii. |
| Субальпійська чагарникова зона | 3 500 метрів (11 483 фут) — 3 800 метрів (12 467 фут) | Домінуючими типами рослинності цієї території є карликові рослини, які ростуть лежачи і з підвітряного боку. |
| Альпійська трав'яниста зона    | Вище 3 800 метрів (12 467 фут)                        | Коли настає літо, трав'янисті рослини, такі як Adenophora uehatae Yamamoto (高山沙參), Leontopodium microphyllum Hayata, Sedum morrisonensis і Gentiana arisanensis Hayata, дають початок барвистим квітам у цій місцевості. |
|                                |                                                       | |

## Тваринний світ
Парк є домівкою для великої кількості птахів, ссавців, рептилій, земноводних і метеликів. У період з березня по травень відвідувачі мають можливість побачити процесії метеликів, що пурхають гірськими долинами. У наведеній нижче таблиці показано загальну кількість різних видів тварин, знайдених у парку:
| Ссавці | Рептилії | Амфібії | Комахи | Птахи | Риби |
| ------ | -------- | ------- | ------ | ----- | ---- |
| 50     | 18       | 13      | 780    | 151   | 12   |

У минулому багато з цих видів опинилися під загрозою зникнення через надмірне полювання; але зі створенням національного парку Юйшань вони поступово повертаються. Іноді можна побачити більших ссавців, таких як чорний ведмідь, олень самбар, тайванська макака та сероу, і часто чути їхній крик.
Національний парк є важливим місцем гніздування тайванської популяції гірського яструбиного орлана.

## Культурна спадщина
Доісторичні реліквії, такі як кам'яні знаряддя праці та кераміка, знайдені в областях Ваншян (望鄉) і Донгпу (Tungpu;東埔), свідчать про раннє існування людини. Бунун (布農), аборигенне плем'я, зараз мешкає в селах Донгпу (Tungpu; 東埔) і Мейшань (梅山). Вони емігрували з прибережних рівнин у гори приблизно 300 років тому. Інший племінний народ, цоу, який живе на заході парку, був значною мірою асимільований бунунами. Переміщення аборигенів поселенцями відбулося під час династії Цін, коли в 1875 році для оборонних цілей була побудована Стежка Батонггуан. Деякі кам'яні сходи, стіни та сторожові пости — залишки того минулого.

## Екотуризм
Для сприяння екотуризму парк встановив закони про охорону та підвищив обізнаність громадськості про важливість збереження природи, з одного боку, і забезпечив громадські об'єкти для легкого доступу, з іншого боку. Громадські об'єкти парку включають:
| Пішохідні доріжки (метри) | Місця для паркування | Захисні поручні для пішоходів (метри) | Підвісні мости | Кімнати відпочинку | Очисні споруди | Туристичні центри | Навчальні центри |
| ------------------------- | -------------------- | ------------------------------------- | -------------- | ------------------ | -------------- | ----------------- | ---------------- |
| 39 880                    | 17                   | 1,111                                 | 18             | 13                 | 2              | 3                 | 1                |

Для громадської безпеки на складній місцевості встановлено багато містків і дерев'яних доріжок.
У парку є три візит-центри:
- Туристичний центр Татака
- Центр відвідувачів Нанан
- Центр відвідувачів Мейшань

## Зображення

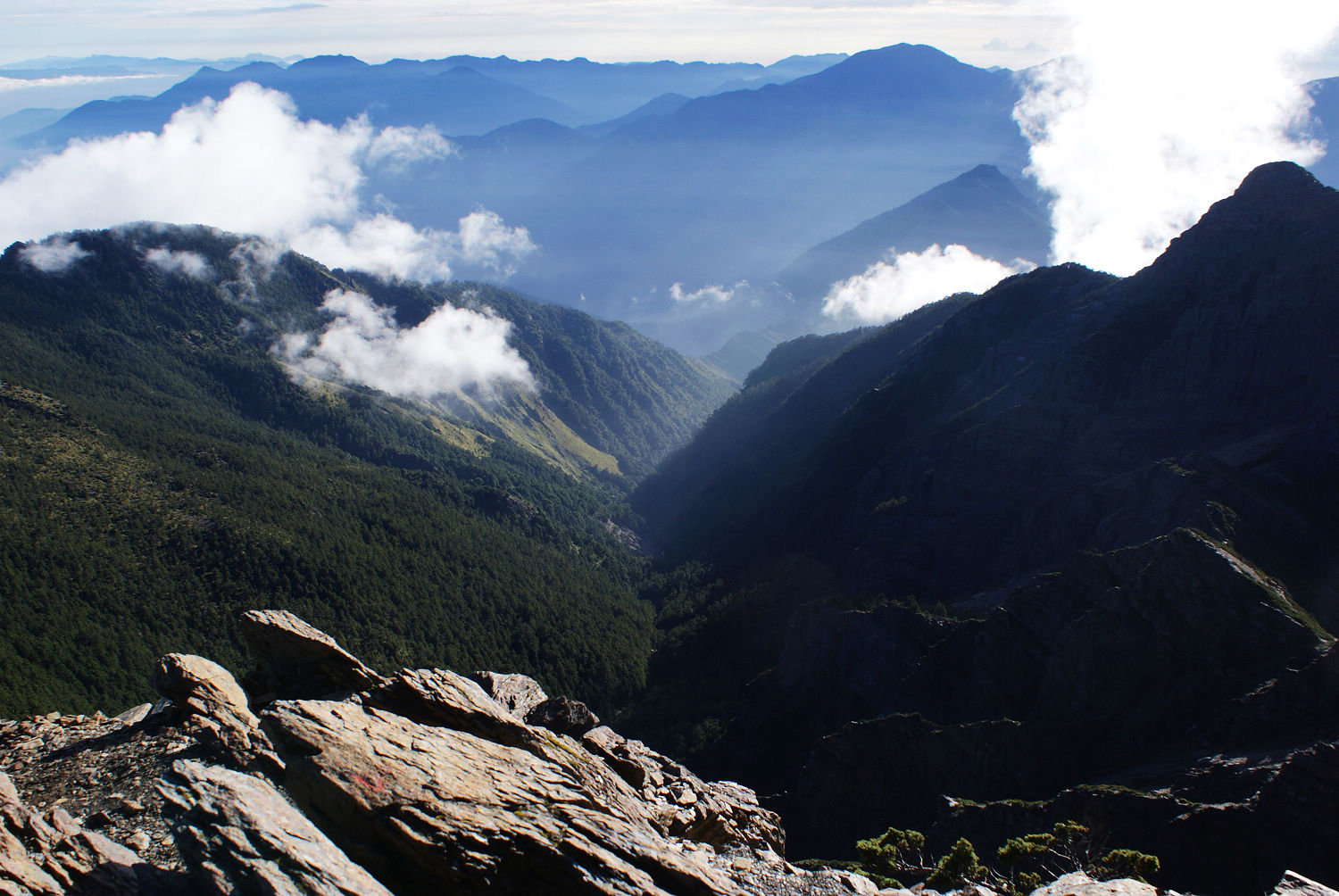
Річка Лаонун на північно-східному боці Юйшаню
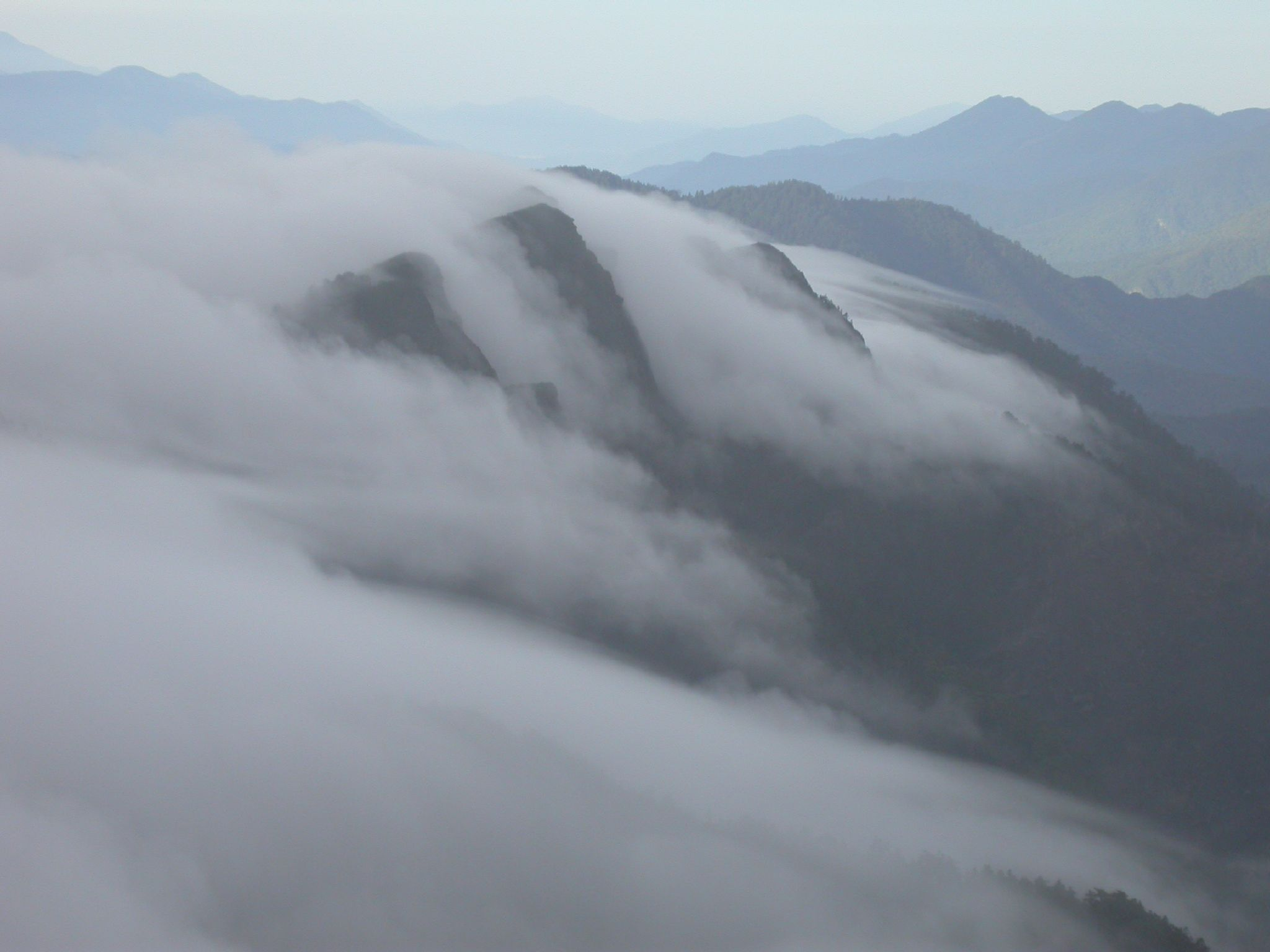
Море хмар біля Юйшан
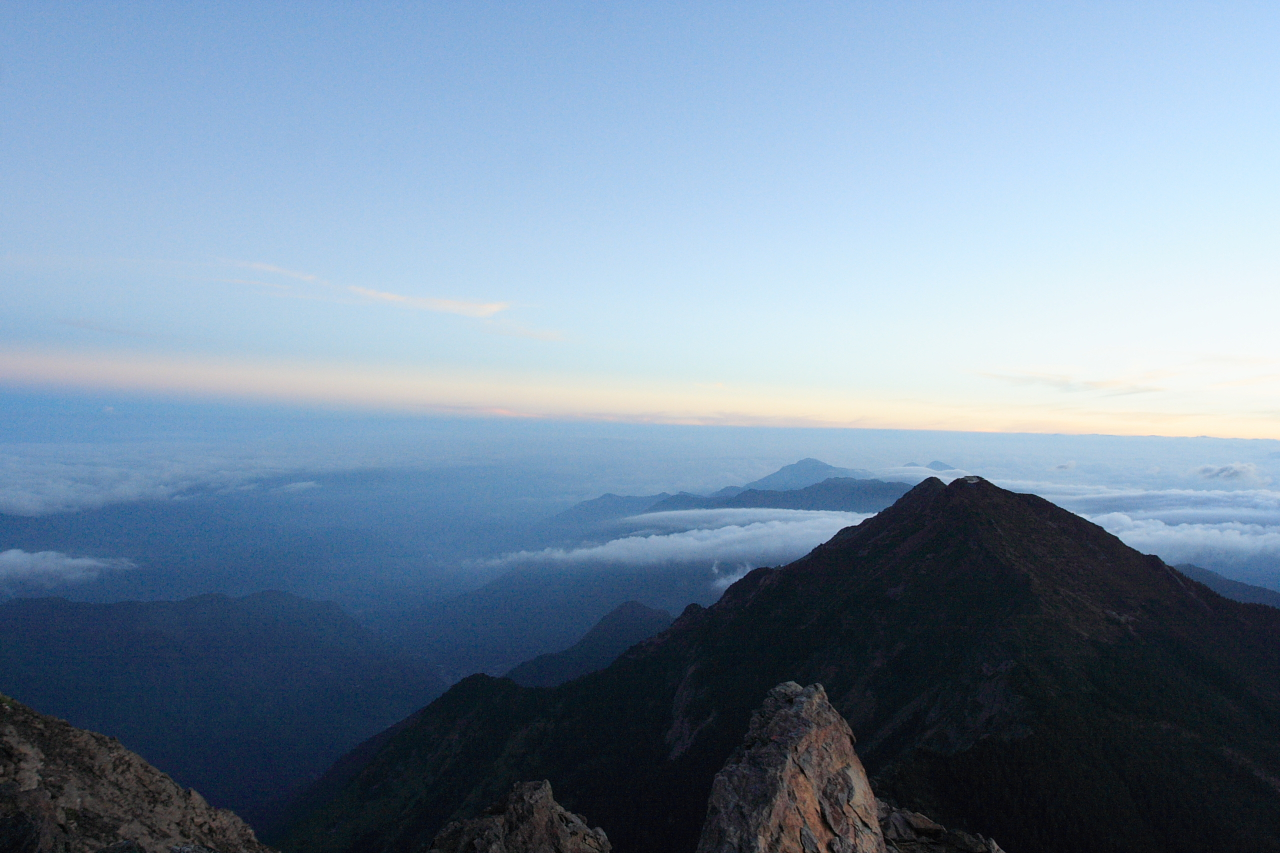
Море хмар на стежці Юйшаню
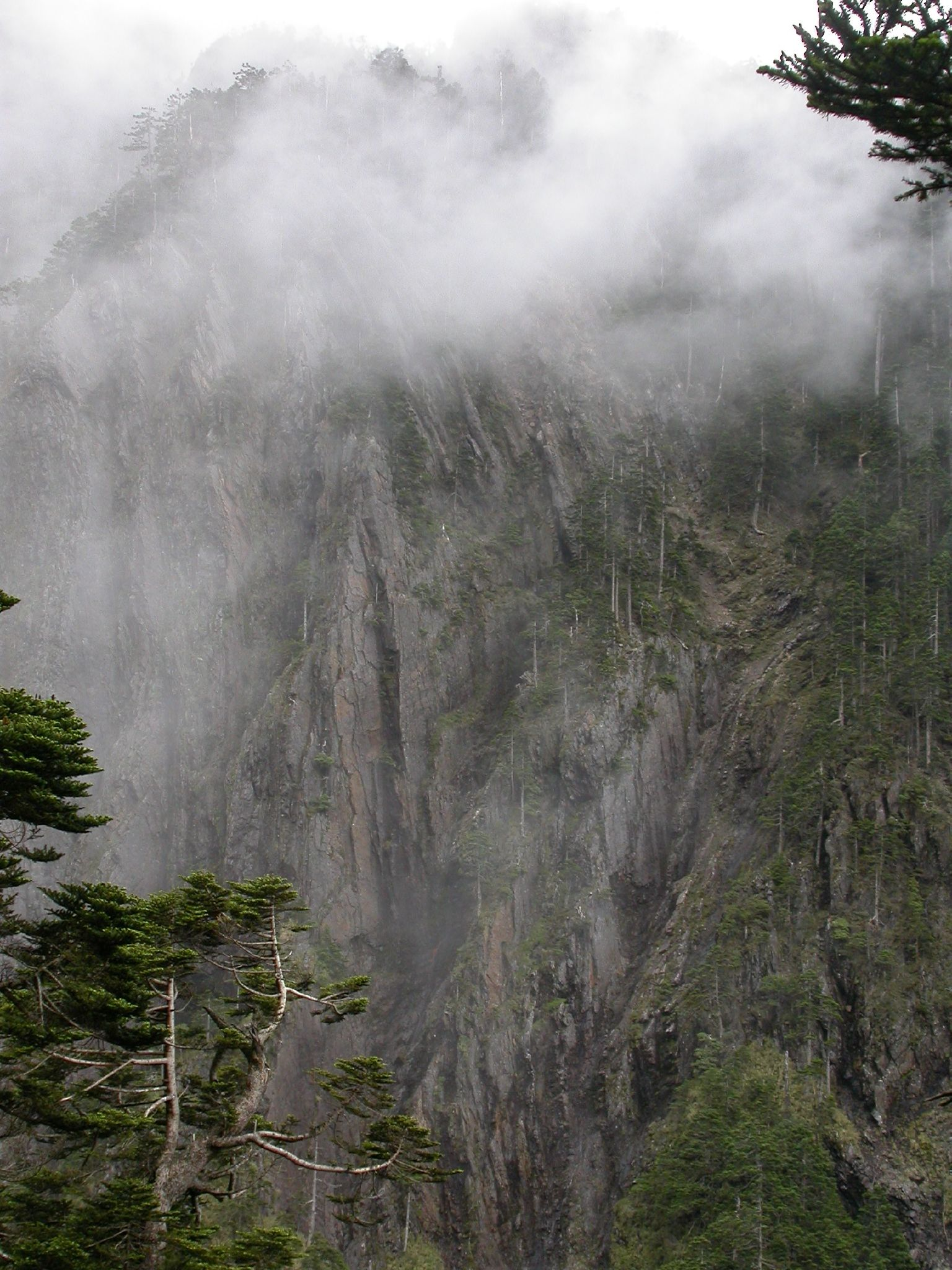
Море хмар біля Татацзя Анбуна стежці Юйшаню
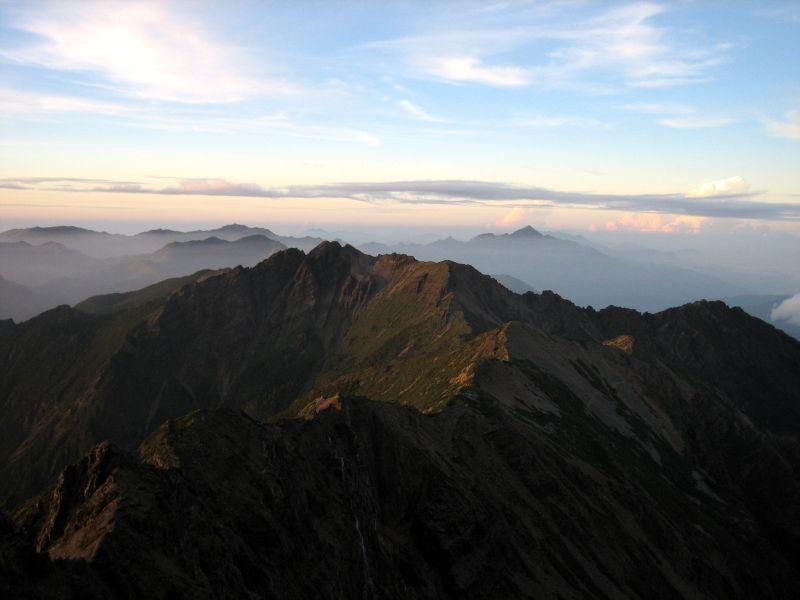
Схід сонця в Юшані
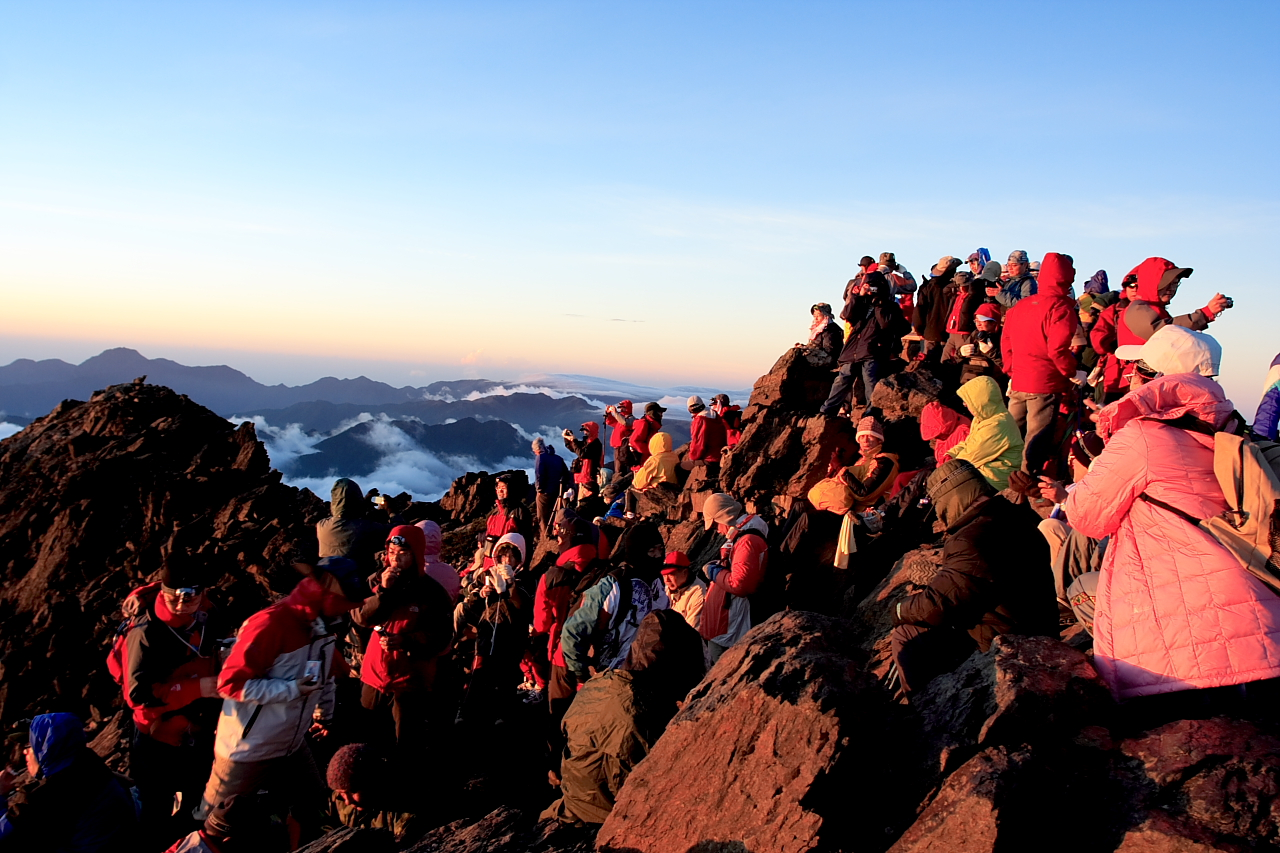
На вершині світу
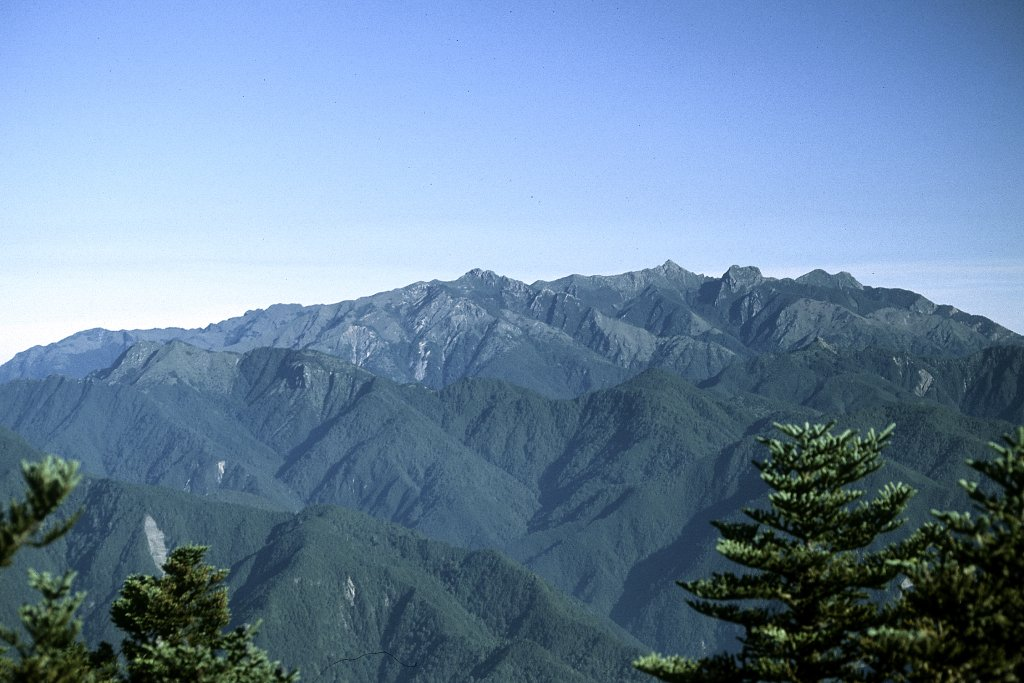
Хребет Юйшань, вид зі східного боку